# Mařský vrch (přírodní památka)
Mařský vrch je přírodní památka na vrcholku stejnojmenného kopce (dříve nazývaného Liščí skála) tvořící část Vimperské vrchoviny, která se nachází zhruba 1¼ km východně od vesnice Štítkov v okrese Prachatice. Důvodem ochrany je balvanové moře syenitového porfyru na severním svahu, které vzniklo v pleistocénu.
Poblíž památky se nachází volně dostupná a přístupná deset metrů vysoká rozhledna Mařský vrch a rotunda svatého Václava z roku 1935, ke které vede Křížová cesta. Jižně od přírodní památky se nachází další přírodní památka Skalka.

## Důvod ochrany

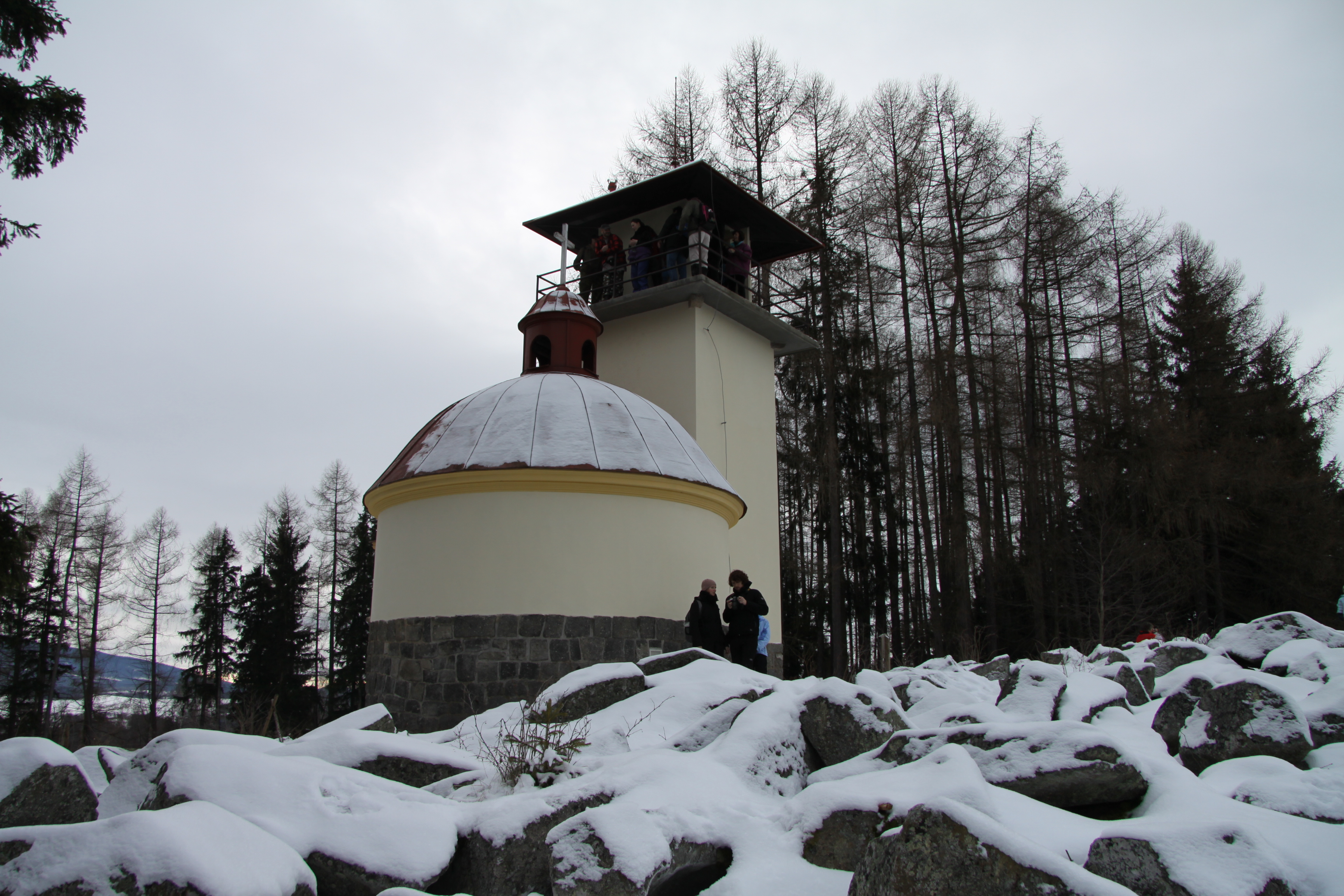
Rozhledna z pohledu přírodní památky

Důvodem ochrany je balvanové pole tvořící tzv. kamenné moře o délce přibližně 150 metrů a šířce 40 metrů, které vzniklo rozpukáním porfyrové žíly v okolní biotitické pararulové hornině. Tyto pukliny se táhnou do značné hloubky a umožňují vznik balvanů, které se v přírodní památce nacházejí chaoticky uspořádány a poskládány na sobě. Předpokládá se, že balvany vznikly jako výsledek mrazového zvětrávání, které vytvořilo převážně deskové struktury o velikosti 1 až 3 metrů. Proces postupného rozrušování skalních bloků stále pokračuje, což dokládají rovnoběžné pukliny na balvanech. Pole se uklání pod sklonem 30°.
Samotný vrchol včetně chráněné památky není zalesněn a vystupují zde na povrch balvany o mocnosti až několika metrů. V balvanovém poli chybí půdní profil, který až na výjimky, není vyvinut. Jedná se o význačný vrch na severozápadním okraji přibližně 7 kilometrů dlouhého hřebenu, který je zalesněn.

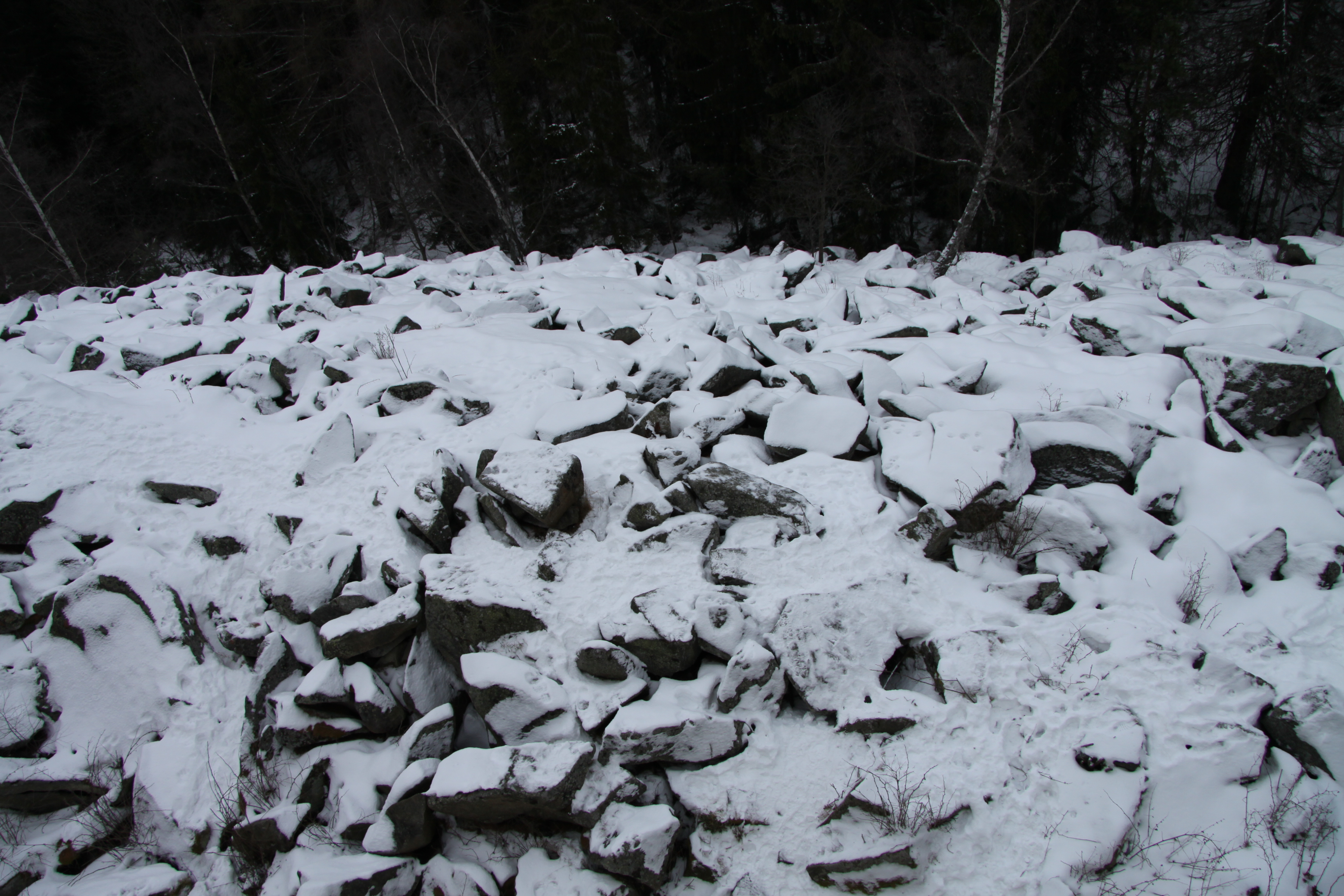
Pohled na balvanové pole z rozhledny

Přírodní památka byla vyhlášena 24. května 1989 okresním národním výborem Prachatice s účinností od 1. července 1989. Kolem památky se nachází 50metrové ochranné pásmo. Jelikož se nachází na poměrně špatně dostupném místě, nebyla v historii výrazně negativně poškozena či ohrožena. V současnosti je dopad na památku minimální a nebezpečí v podobě zániku nehrozí.

## Flóra a fauna
Většina oblasti památky je bez vegetace, ale v některých zastíněných místech roste chráněná plavuň vranec jedlový (Lycopodiaceae), jelikož se zde hromadí humus. Dále zde roste zvonek broskvolistý (Campanula persicifolia), jestřábník zední (Hieracium murorum), brusnice borůvka (Vaccinium myrtillus), z keřů pak bez hroznatý (Sambucus racemosa). Z živočichů se zde vyskytuje například zástupce pavouků snovačka (Rugathodes bellicosus), dále zmije obecná (Vipera berus) či jezevec lesní (Meles meles).

## Geomorfologické zařazení vrchu
Geomorfologicky vrch spadá do celku Šumavské podhůří, podcelku Vimperská vrchovina, okrsku Bělečská vrchovina a podokrsku Štítkovská vrchovina.